# جيرارد ارين
جيرارد ارين (بالإنجليزية: Gerard Warren)‏ هو لاعب كرة قدم أمريكية أمريكي، ولد في 25 يوليو 1978 في ليك سيتي في الولايات المتحدة.

## وصلات خارجية
- جيرارد ارين على موقع مرجع كرة القدم المحترفة.كوم (الإنجليزية)